# Благодать (фильм, 2025)
«Благодать» (итал. La grazia) — будущий итальянский фильм режиссёра Паоло Соррентино по его же сценарию. Главные роли исполнили Тони Сервилло и Массимо Вентуриелло.

## Сюжет
Подробности сюжета фильма не разглашаются, но известно, что это будет история любви, действие которой разворачивается в Италии.

## В ролях
- Тони Сервилло
- Массимо Вентуриелло

## Производство
О начале работы над новым фильмом стало известно 4 декабря 2024 года, Паоло Соррентино стал сценаристом и режиссёром. Тони Сервилло, на протяжении многих лет игравший в фильмах Соррентино, получил главную роль в фильме. В мае 2025 года Массимо Вентуриелло присоединился к актёрскому составу.
Соррентино до начала съёмок обследовал локации по всему Пьемонту. Основные съёмки начались в Турине в марте 2025 года. Съёмки проходили в замке Кастелло дель Валентино, замке Монкальери, Палаццо Чаблесе, Политехническом университете Турина, Академии наук Турина, Египетском музее и боулинг-клубе Тезорьера. Съёмки также проводились на площади Испании в Риме. Завершение съёмок было запланировано на начало мая 2025 года.
В феврале 2025 года сервис Mubi приобрёл права на кинопрокат фильма по всему миру, за исключением Италии; компания будет дистрибьютором в Северной и Латинской Америке, Великобритании, Ирландии, Германии, Австрии, Бенилюксе, Испании, Турции, Индии, Австралии и Новой Зеландии, в то время как их дочерняя компания The Match Factory займётся кинопрокатом в других регионах. В июне 2025 года, отвечая на вопросы журналистов, на SXSW London Эфе Чакарел, генеральный директор стримингового сервиса и дистрибьютора Mubi, намекнул, что премьера фильма может состоятся на 82-м Венецианском международном кинофестивале.
Мировая премьера фильма состоится 27 августа 2025 года в рамках открытия 82-го Венецианского международного кинофестиваля, где он вошёл в конкурсную программу и будет боротся за премию «Золотой лев».